# Hands of Fame
Hands of Fame ist nach dem Vorbild Hollywood Walk of Fame aufgebaut.

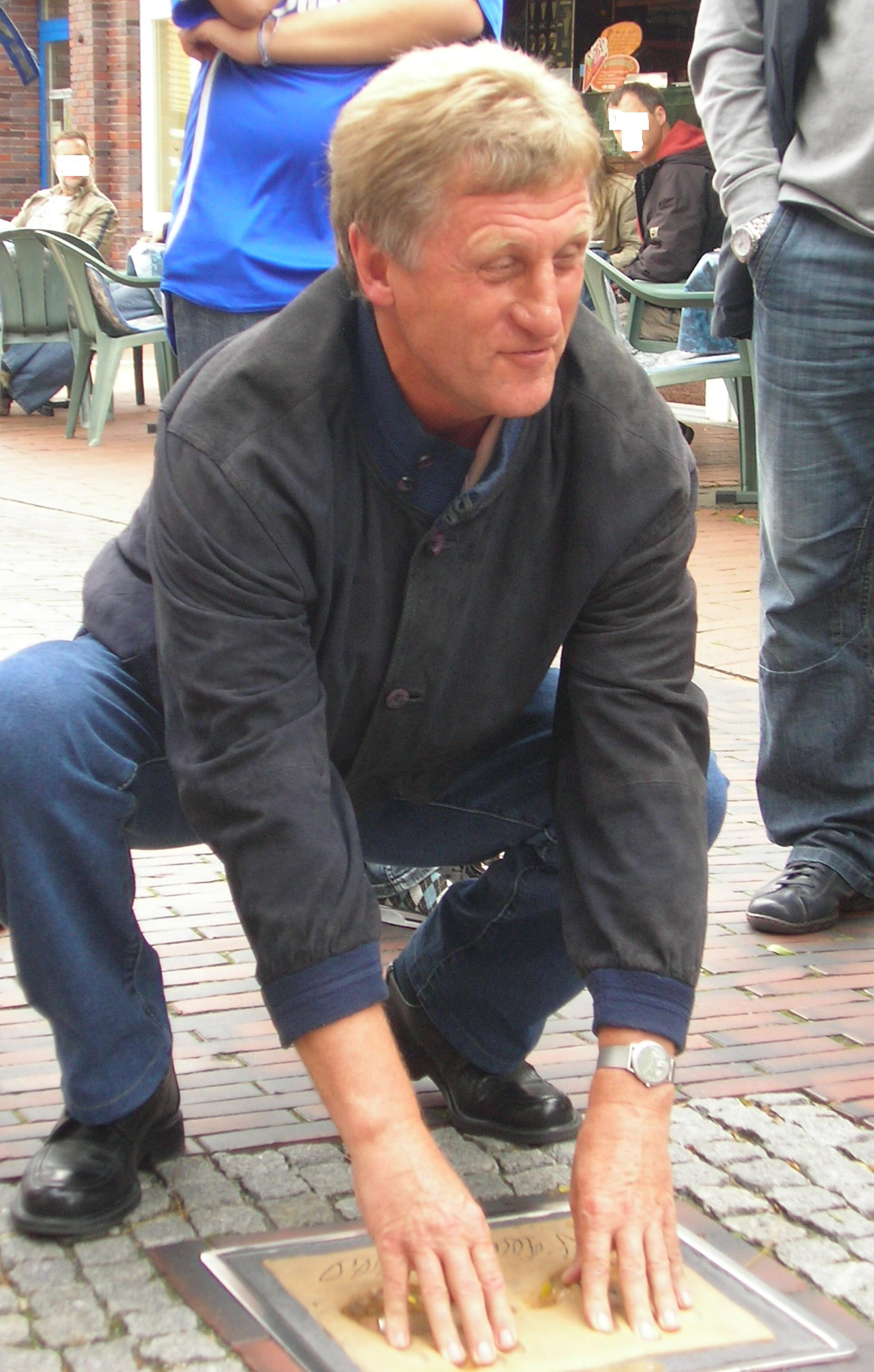
Klaus Fichtel 2008

Seit Frühjahr 2005 gibt es dieses Projekt in Wittmund, Ostfriesland; nur werden hier statt Sterne Handabdrücke der Prominenten sowie deren Autogramm in Ton gebrannt und im Pflaster der Fußgängerzone eingelassen.
Bis jetzt sind folgende Handabdrücke vorhanden (in dieser Reihenfolge auch von Osten her gesehen):

## In der Drostenstraße
- Achim Reichel (Sänger)
- Uwe Seeler (Fußball-Nationalspieler)
- Max Lorenz (Fußball-Nationalspieler)
- Christian Wulff (Ministerpräsident von Niedersachsen)
- Joschka Fischer (ehemaliger Bundesaußenminister)
- Jörg Pilawa (Fernsehmoderator)
- Hie-Yon Choi (Pianistin)
- Otto Waalkes (Blödel-Künstler)
- Carlo von Tiedemann (Fernsehmoderator)
- Heidi Kabel (Volksschauspielerin)
- Heidi Mahler (Volksschauspielerin)
- Henning Scherf (ehemaliger Bürgermeister Bremens)
- Hans-Wilhelm Müller-Wohlfahrt (Sportmediziner)
- Hardy Krüger (Schauspieler)
- Karlheinz Böhm (Schauspieler und Gründer der Organisation Menschen für Menschen)
- Klaus Fichtel (Fußball-Nationalspieler)
- Klaus Fischer (Fußball-Nationalspieler)
- Olaf Thon (Fußball-Nationalspieler)
- Hans-Gert Pöttering (Präsident des Europäischen Parlaments)
- Thomas Reiter (Astronaut)
- Andrea Berg (Schlagersängerin)
- Inga Rumpf, (Rocksängerin)
- Axel Milberg, (Schauspieler)
- Arved Fuchs, (Abenteurer)
- Hellmuth Karasek, (Journalist, Autor, Literaturkritiker)
- Gunther Emmerlich, (Opernsänger und Entertainer)
- Die Amigos (volkstümliche Schlagergruppe)

## Auf dem „Präsidentenplatz“
- Walter Scheel
- Richard von Weizsäcker
- Roman Herzog
- Johannes Rau
- Horst Köhler
- Christian Wulff
- Joachim Gauck

## In der Kirchstraße
- Arthur Abraham (Boxweltmeister)
- Ulli Wegner, (Boxtrainer)
- Dominik Schollmayer, (Radiomoderator)
- Franz-Josef Bode, (Bischof)
- Johannes Heesters, (Schauspieler, Sänger)
- Willi Holdorf (Zehnkampf-Olympiasieger)
- Robert von Zeppelin (Großneffe des Grafen von Zeppelin)
- Manfred Freiherr von Richthofen, (Neffe des „Roten Baron“)
- Sebastian Schnülle, (Musher)
- Joseph Jackson (Vater des Musikers Michael Jackson)
- Martin Rütter